# Тара (град)
Тара (рус. Тара) је град у Русији у Омској области.

## Становништво
| 1939.  | 1959.  | 1970.  | 1979.  | 1989.  | 2002.  | 2010.  |
| ------ | ------ | ------ | ------ | ------ | ------ | ------ |
| 15.372 | 22.646 | 22.358 | 23.248 | 26.152 | 26.888 | 27.318 |